# Судірман
Судірман, раніше відомий як хребет Нассау (індонез. Barisan Sudirman, Dugunduguoo, Barisan Nassau, англ. Sudirman Range) — гірський хребет в західній частині гір Маоке, на острові Нова Гвінея, у провінція Папуа Індонезії.

## Географія
Довжина хребта 320 км, ширина до 150 км. Висота 4000-4500 м. Найвища вершина — гора Пунчак-Джая (4884 м), друга за висотою самостійна гора — Пунчак-Трикора (4750 м). На заході хребет впираються у півострови Доберай та Бомберай, на сході переходить у східний хребет гір Маоке — Джаявіджая (Оранж). Поділяється на Західний Судірман та Східний Судірман.

### Вершини
| Ранг | Назва                             | В.р.м. (м) | Масив (гори)      | Координати                                                             | ВВ, (м) |
| ---- | --------------------------------- | ---------- | ----------------- | ---------------------------------------------------------------------- | ------- |
| 1    | Пунчак-Джая / Піраміда Карстенса  | 4884       | Західний Судірман | 04°04′43″ пд. ш. 137°09′30″ сх. д. / 4.07861° пд. ш. 137.15833° сх. д. | 4884    |
| —    | Сумантрі / Північна стіна         | 4870       | Західний Судірман | 04°03′10″ пд. ш. 137°10′01″ сх. д. / 4.05278° пд. ш. 137.16694° сх. д. | 350     |
| —    | Нгга-Пулу                         | 4862       | Західний Судірман | 04°03′38″ пд. ш. 137°10′36″ сх. д. / 4.06056° пд. ш. 137.17667° сх. д. | 240     |
| —    | Карстенс Східний                  | 4820       | Західний Судірман | 04°05′00″ пд. ш. 137°11′06″ сх. д. / 4.08333° пд. ш. 137.18500° сх. д. | 280     |
| 2    | Пунчак-Трикора / Пік Вільгельміна | 4750       | Східний Судірман  | 04°15′44″ пд. ш. 138°40′54″ сх. д. / 4.26222° пд. ш. 138.68167° сх. д. | 1262    |
| 3    | Нгга-Пілімсіт / Іденбург          | 4717       | Західний Судірман | 04°02′08″ пд. ш. 137°03′33″ сх. д. / 4.03556° пд. ш. 137.05917° сх. д. | 557     |
| 4    | Пік 4460                          | 4460       | Західний Судірман | 04°05′04″ пд. ш. 137°20′59″ сх. д. / 4.08444° пд. ш. 137.34972° сх. д. | 600     |
| —    | Дом / Платен Шпіц                 | 4420       | Західний Судірман | 04°05′29″ пд. ш. 137°08′02″ сх. д. / 4.09139° пд. ш. 137.13389° сх. д. | 460     |

### Льодовики

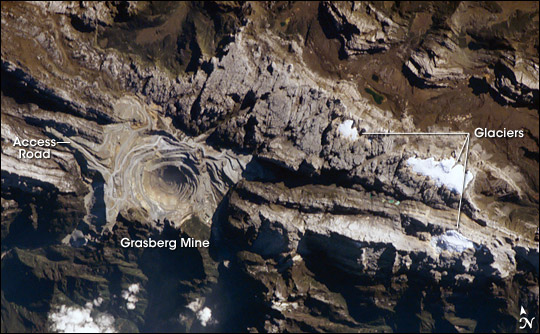
Залишки льодовиків, 2005 рік

Від великих льодовиків, які суцільною шапкою вкривали гірські вершини-чотиритисячники у середині XIX століття до 2005 року залишилися тільки невеликі ділянки вкриті льодом. Це найбільший із них — льодовик Східна Північна стіна, який лежить на схилах вершин Сумантрі та Нгга-Пулу. На захід від нього лежить невеликий льодовик — Західна Північна стіна, між вершинами Пунчак-Джаї (східний схил) та Карстенс Східний (західний схил) лежить льодовик Карстенс. На горі Пунчак-Трикора, в період з 1936 по 1962 роки лід повністю розтанув.